# ثورة صفاقس (1156)
ثورة صفاقس (1156) بدأها أهل صفاقس ضد النورمان بقيادة عمر ابن زعيم المدينة، وانتهت بالنصر وطرد النورمان.

## خلفية
بعد وصول ويليام الثاني الى السلطة في صقلية كان سيء السمعة على عكس ابيه وكرهه الناس وكان اول من تمرد عليه عمر ابن ابي الحسين الفرياني ولكنه فشل و دخل الصقليون المدينة. وتم اخذ والده كرهينة وقال ابن الاثير انه قبل ان يذهب الوالد اخبر ابنه: اني كبير السن وقد قاربت اجلي فمتى امكنتك الفرصة في الخلاف على العدو فافعل ولا تراقبهم ولا تنظر في اني اقتل واحسب اني قد مت 

## الثورة
ولما سنحت الفرصة لعمر للثورة طلب من الأهالي الاستعداد والهجوم، ولكنهم خافوا أن يقتل شيخهم وزعيمهم، إلا أنه أخبرهم أنه هو نفسه طلب ذلك، ولهذا السبب قسمهم إلى فرقتين: الأولى للهجوم على السور أو الحصن الذي يحمي صفاقس وتطهيره من النورمان ، وفرقة أخرى للهجوم على مساكن وبيوت النورمان ، وعندما جاء الصباح كان النورمان قد قتلوا جميعاً. 

## ما بعد الكارثة
وبعد نجاح ثورة صفاقس ثار أبو يحيى بن مطروح في طرابلس ، وثار محمد بن راشد في قابس ، وشن عبد المؤمن بن علي حملة على عنابة ، وسقطت كل إفريقيا من يد النورمان باستثناء المهدية وسوسة ، حتى أن عمر قاد حملة لتحرير المهدية ، إلا أنها فشلت. وعلم ملك صقلية بما فعله عمر، فهدده بقتل أبيه، لكن التهديدات لم تنفع، و عمل أهل صفاقس جنازة على شيخهم، و قال عمر أثنائها: هذا أبي، لقد دفنته، وجلست للتعزية، فافعلوا به ما شئتم. ثم صلب أبو الحسين الفرياني على يد ملك صقلية . 